# Iglunga
Iglunga, auparavant Iglungayut, était une communauté inuite, maintenant inhabitée, située dans la région de Qikiqtaaluk au Nunavut (Canada). Elle est localisée sur le littoral l'île de Baffin à l'entrée sud du cours d'eau Bon Accord Harbour au sud-ouest du parc national Auyuittuq. La communauté la plus près est Pangnirtung.
L'altitude est de 0,91 m.
Le changement de nom de Iglungayut pour Iglunga a eu lieu le 4 juillet 1957.

## Annexe